# Серебринцы
Серебри́нцы (укр. Серебринці) — село на Украине, находится в Могилёв-Подольском районе Винницкой области.
Население по переписи 2001 года составляет 874 человека. Почтовый индекс — 24014. Телефонный код — 4337.
Занимает площадь 2,6 км².

## История
Известно с XVI в. В 1780 г. его владелец, М.Чацкий строит здесь дворец. После 1793 г. Екатерина II передала имение фельдмаршалу П. Задунайскому, но в 1796 г. село снова возвращено Чацким.

## Религия
В селе действует Свято-Михайловский храм Могилёв-Подольского благочиния Могилёв-Подольской епархии Украинской православной церкви.

## Адрес местного совета
24014, Винницкая область, Могилёв-Подольский р-н, с. Серебринцы, ул. Карла Маркса, 4